# Velocità (ciclismo)

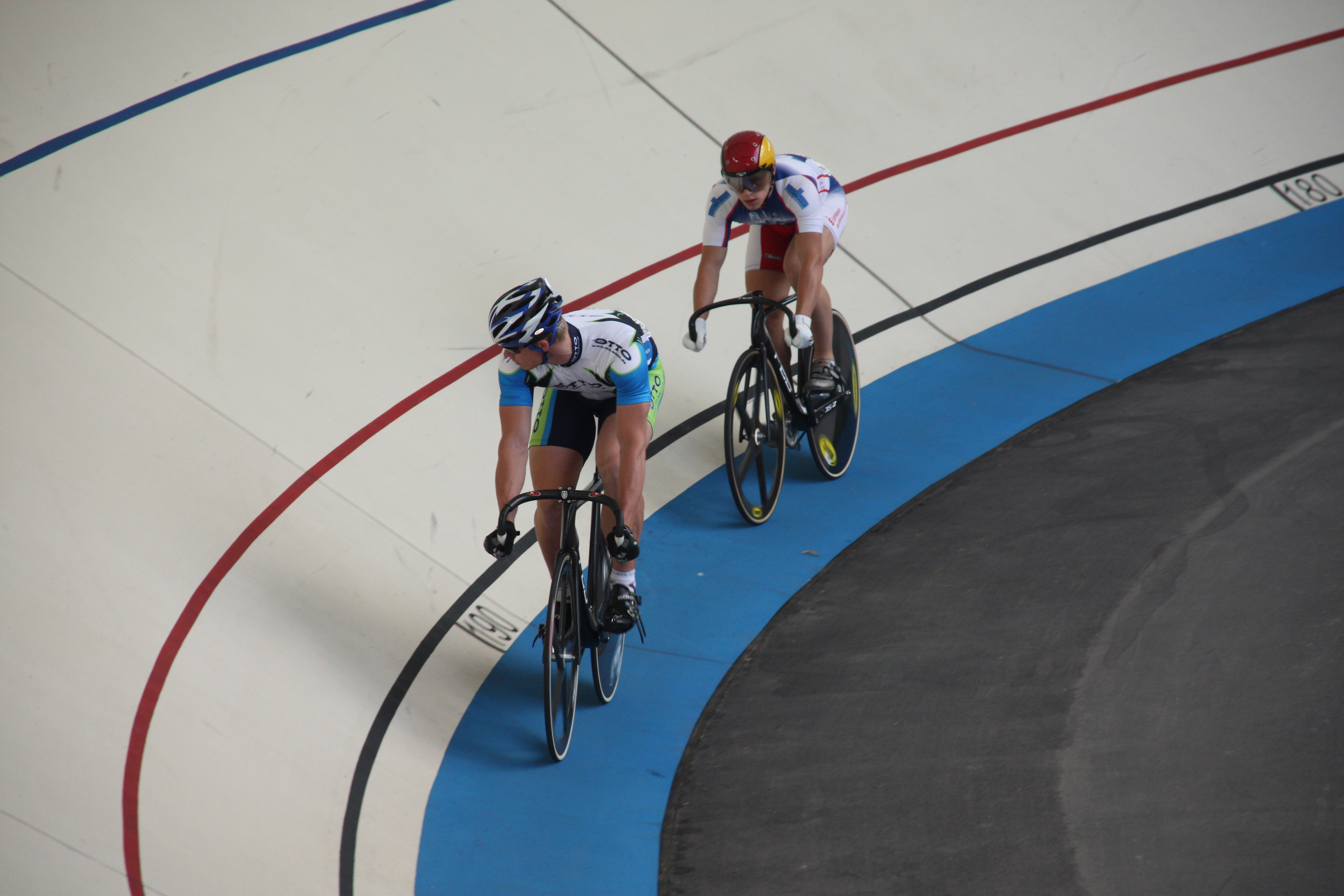
La fase di "studio" in una gara di velocità

La velocità, nota anche come velocità individuale, è la specialità principe del ciclismo su pista, la più antica (praticata fin dalla fine dell'Ottocento) e la più famosa. La competizione consiste in una gara tra due, tre o quattro ciclisti su una distanza di due o tre giri di pista.

## Svolgimento delle gare
La competizione della velocità si apre in genere con un turno di qualificazione individuale sulla distanza cronometrata dei 200 metri con partenza lanciata. Poi inizia il "torneo di velocità", in cui i ciclisti si sfidano a coppie, abbinati per tempo di qualificazione (il primo con l'ultimo, il secondo con il penultimo, e così via), su una distanza di due o tre giri di pista, a seconda che la pista del velodromo sia rispettivamente lunga più o meno di 333,33 metri. In ogni turno si qualifica alla fase successiva il corridore che, nella sfida al meglio delle tre manche, ne vince due; talvolta, specialmente nei primi turni, può accadere che le sfide si svolgano su manche singola. I corridori sconfitti nei primi turni disputano talvolta, per esigenze di tabellone, una prova di recupero, di solito con tre o quattro sfidanti contemporaneamente, e il vincitore rientra in gara.
Nella prove del torneo ad eliminazione a coppie, le posizioni di partenza vengono sorteggiate, e saranno poi invertite nella seconda manche; un secondo sorteggio determinerà le posizioni dell'eventuale terza manche. Soprattutto durante la prima fase della gara, nel primo o nei primi due giri, è importante la tattica: i ciclisti pedalano in genere a velocità molto ridotta, studiandosi e cercando di sorprendersi a vicenda. Talvolta i corridori, quando vogliono farsi superare dall'avversario – al fine di poter poi sfruttare la scia in volata – rallentano o addirittura si fermano, effettuando il cosiddetto surplace. Un tempo non era raro assistere a surplace anche di parecchi minuti, successivamente il regolamento internazionale ha vietato più di due surplace in una stessa prova, e ciascuno con un tempo limite di 30 secondi.
Trascorsa la fase di studio, se nessuno dei due ciclisti è riuscito a sorprendere e staccare il rivale, parte lo sprint. Generalmente il ciclista che si trova in seconda posizione ha più probabilità di vincere: gli sarà infatti possibile sfruttare la scia dell'avversario per lanciare la volata e tentare una rimonta nel rettilineo finale o già sull'ultima curva. In quest'ultima fase, è d'obbligo per ogni partecipante mantenere la propria traiettoria, senza scarti o manovre che possano provocare incidenti o che possano impedire all'avversario il sorpasso. A tal fine sulla pista sono tracciate delle linee che evidenziano la "corsia del velocista" e quella parallela, più esterna, per il sorpasso.
In caso di caduta di uno dei partecipanti, di una foratura o di un incidente meccanico, la prova viene interrotta. È quindi discrezione dei commissari di gara scegliere se far ripartire o meno la corsa.

## Storia e record
I più grandi esponenti della specialità, in termini di titoli mondiali vinti tra i professionisti, sono stati il belga Jef Scherens e l'italiano Antonio Maspes: il primo fissò a 7 il record di titoli, eguagliato poi dal secondo. Negli anni 1980 il giapponese Koichi Nakano arrivò addirittura a vincere 10 titoli consecutivi affermandosi assoluto dominatore della specialità. Tra gli anni 1990 e 2000 si sono invece distinti i francesi Florian Rousseau e Grégory Baugé e l'olandese Theo Bos. In campo femminile spiccano invece i nomi di Galina Careva e, più recentemente, di Félicia Ballanger e Victoria Pendleton.
Il francese François Pervis detiene il record mondiale maschile dei 200 metri lanciati: l'ha fissato ad Aguascalientes il 6 dicembre 2013 con il tempo di 9"347; l'ultimo record mondiale femminile, 10"384, è stato realizzato invece dalla tedesca Kristina Vogel il 7 dicembre 2013 sempre ad Aguascalientes.